# Adrianne Palicki
Adrianne Lee Palicki (Toledo, 6 maggio 1983) è un'attrice statunitense.
È nota per aver interpretato il ruolo di Tyra Collette nella serie televisiva NBC Friday Night Lights (2006–2011); il personaggio dei fumetti Marvel di Bobbi Morse nella serie televisiva parte del MCU Agents of S.H.I.E.L.D. (2014–2016); il comandante Kelly Grayson nella serie di fantascienza parodistica The Orville (2017–2022).

## Biografia
Adrianne Palicki nasce a Toledo, in Ohio, da Nancy French e Jeffrey Palicki. Il padre ha origini polacche e ungheresi. Il fratello maggiore, Eric, è uno scrittore di fumetti e da lui ha ricevuto la passione per il genere. Nel 2001 si diploma alla Whitmer High School di Toledo.
Adrienne Palicki inizia la sua carriera di attrice recitando nei corti Getting Rachel Back e Rewrite di Tom Lisowski e apparendo in alcune serie televisive come Smallville e CSI - Scena del crimine. Nel 2004 prende parte a un tentativo di reboot del franchise di fantascienza Lost in Space, creato da Irwin Allen negli anni sessanta con la serie televisiva classica, interpretando il personaggio di Judy Robinson nel pilota The Robinsons: Lost in Space, ma il pilota non porta allo sviluppo della serie prevista e viene distribuito come film per la televisione. Nel 2005 recita nella serie televisiva Supernatural, nel ruolo di Jessica Lee Moore, la fidanzata di Sam Winchester, ma solo per pochi episodi. Dal 2006 partecipa al telefilm Friday Night Lights, nel ruolo di Tyra Collette.
Nel 2010 entra nel cast del film Legion, con Paul Bettany. Nel 2012 interpreta Toni Mason in Red Dawn - Alba rossa, remake del film del 1984 Alba rossa, di John Milius. Nel 2013 è Lady Jaye in G.I. Joe - La vendetta, secondo capitolo dei film dedicati ai G.I. Joe della Hasbro. Nel 2011 viene scelta per interpretare l'eroina DC Comics Wonder Woman nell'omonima serie televisiva di David E. Kelley (Boston Legal), ma il pilota viene bocciato dalla casa di produzione. Interpreta invece una supereroina dei fumetti Marvel, Barbara Morse, alias Mimo, nella serie televisiva parte del MCU Agents of S.H.I.E.L.D.. Nel 2017, nei panni del comandante Kelly Grayson, è coprotagonista con Seth MacFarlane della serie televisiva di fantascienza The Orville, parodia del franchise di Star Trek.

## Filmografia parziale

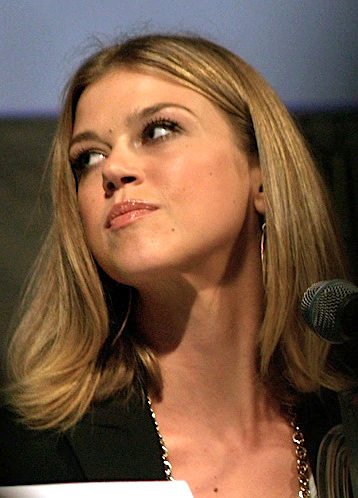
Adrienne Palicki al Comic-Con di San Diego del 2009

### Attrice

#### Cinema
- Getting Rachel Back, regia di Tom Lisowski - cortometraggio (2003)
- Rewrite, regia di Tom Lisowski - cortometraggio (2003)
- Popstar, regia di Richard Gabai (2005)
- Seven Mummies, regia di Nick Quested (2006)
- Women in Trouble, regia di Sebastian Gutierrez (2009)
- Legion, regia di Scott Stewart (2010)
- Elektra Luxx, regia di Sebastian Gutierrez (2010)
- Red Dawn - Alba rossa (Red Dawn), regia di Dan Bradley (2012)
- G.I. Joe - La vendetta (G.I. Joe: Retaliation), regia di Jon M. Chu (2013)
- Coffee Town, regia di Brad Copeland (2013)
- Dr. Cabbie, regia di Jean-François Pouliot (2014)
- John Wick, regia di David Leitch e Chad Stahelski (2014)
- Anime gemelle (Baby, Baby, Baby), regia di Brian Klugman (2015)
- S.W.A.T. - Sotto assedio (S.W.A.T.: Under Siege), regia di Tony Giglio (2017)
- Due West, regia di Evan Miller (2025)

#### Televisione
- Smallville - serie TV, episodio 3x22 (2004)
- Give Me Five (Quintuplets) - serie TV, episodio 1x10 (2004)
- CSI - Scena del crimine (CSI: Crime Scene Investigation) - serie TV, episodio 5x07 (2004)
- The Robinsons: Lost in Space, regia di John Woo - film TV (2004)
- North Shore - serie TV, episodi 1x20-1x21 (2005)
- Supernatural - serie TV, 4 episodi (2005-2009)
- Aquaman - episodio pilota scartato (2006)
- South Beach - serie TV, 7 episodi (2006)
- Friday Night Lights - serie TV, 52 episodi (2006-2011)
- Titan Maximum - serie TV, 4 episodi (2008-2009)
- CSI: Miami - serie TV, episodio 7x22 (2009)
- Lone Star - serie TV, 6 episodi (2010)
- Criminal Minds - serie TV, episodio 6x13 (2011)
- Wonder Woman - episodio pilota scartato (2011) - Diana Prince / Wonder Woman
- Dal tramonto all'alba - La serie (From Dusk till Dawn: The Series) - serie TV, episodi 1x03-1x04 (2014)
- Drunk History - serie TV, episodio 2x04 (2014)
- About a Boy - serie TV, 10 episodi (2014)
- Agents of S.H.I.E.L.D. - serie TV, 18 episodi (2014-2016) - Bobbi Morse / Mimo
- Most Wanted - episodio pilota scartato (2016) - Bobbi Morse / Mimo
- The Orville - serie TV, 36 episodi (2017-2022)
- Doctor Odyssey - serie TV, episodi 1x09-1x10 (2025)

## Doppiatrici italiane
Nelle versioni in lingua italiana dei suoi lavori, Adrianne Palicki è stata doppiata da:
- Domitilla D'Amico in CSI - Scena del crimine, North Shore, Red Dawn - Alba rossa
- Elena Perino in Agents of S.H.I.E.L.D., The Orville, Doctor Odyssey
- Valentina Mari in G.I. Joe - La vendetta, Supernatural
- Barbara De Bortoli in Smallville, Legion
- Eleonora De Angelis in CSI: Miami
- Letizia Scifoni in Friday Night Lights
- Chiara Gioncardi in John Wick
- Perla Liberatori in Criminal Minds
- Tiziana Avarista in S.W.A.T. - Sotto assedio